# Тюнде Сабо
Тюнде Сабо (угор. Tünde Szabó, 31 травня 1974) — угорська плавчиня.
Призерка Олімпійських Ігор 1992 року.
Призерка Чемпіонату світу з водних видів спорту 1991 року.
Призерка Чемпіонату Європи з водних видів спорту 1991 року.